# Arrenurus uniprojectus
Arrenurus uniprojectus är en kvalsterart som beskrevs av Wilson 1959. Arrenurus uniprojectus ingår i släktet Arrenurus och familjen Arrenuridae. Inga underarter finns listade i Catalogue of Life.